# Phenacoccus kokandicus
Phenacoccus kokandicus är en insektsart som beskrevs av Nurmamatov 1986. Phenacoccus kokandicus ingår i släktet Phenacoccus och familjen ullsköldlöss. Inga underarter finns listade i Catalogue of Life.